# Otto Müller
Otto Müller (Suiza, 21 de junio de 1899-desconocida) fue un deportista suizo especialista en lucha libre olímpica donde llegó a ser medallista de bronce olímpico en París 1924.

## Carrera deportiva
En los Juegos Olímpicos de 1924 celebrados en París ganó la medalla de bronce en lucha libre olímpica estilo peso wélter, siendo superado por su compatriota suizo Hermann Gehri (oro) y por el finlandés Eino Leino (plata).